# Diözesanmuseum Frombork

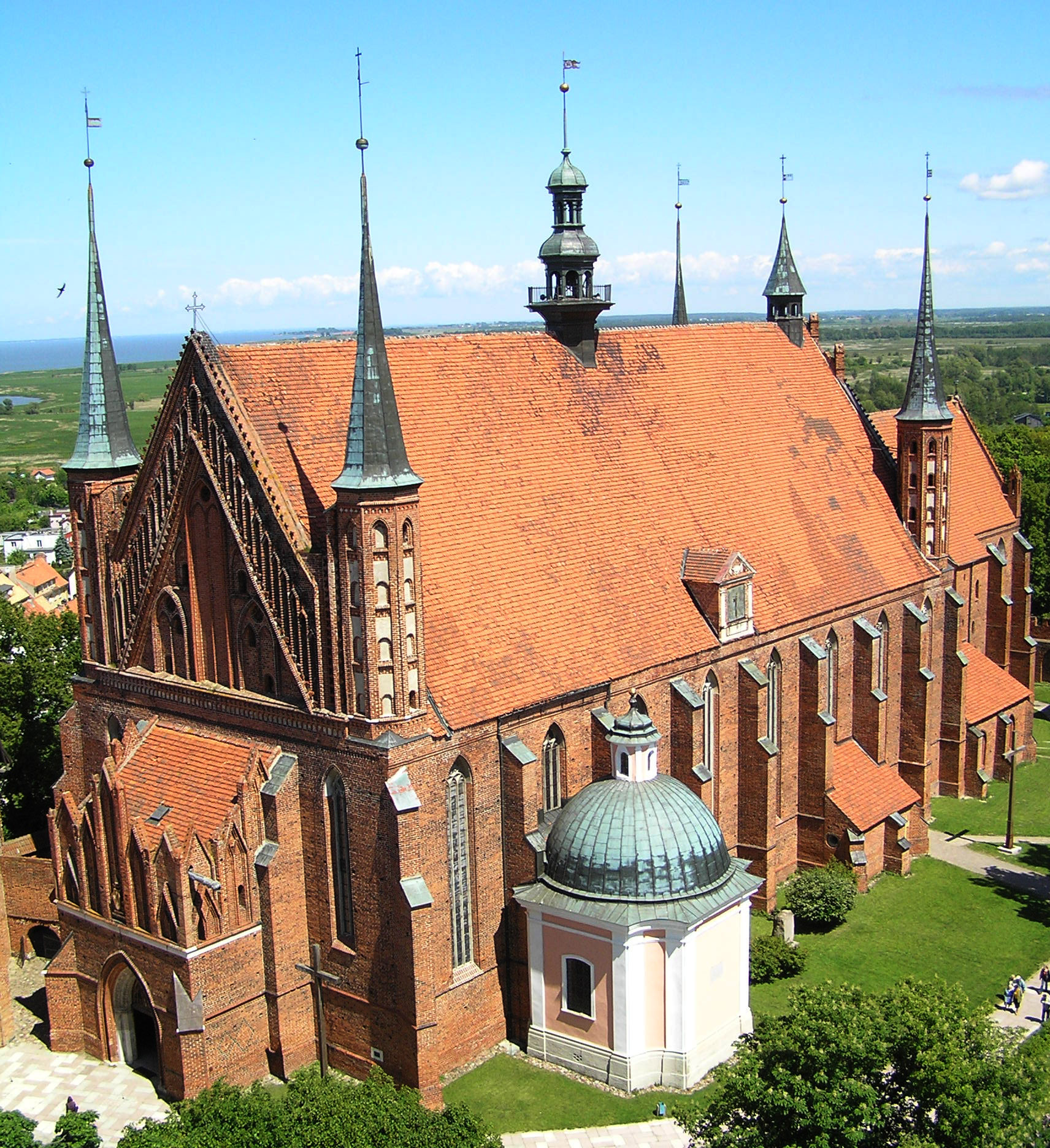
Kathedrale vom Glockenturm

Das Diözesanmuseum Frombork ist eine kirchlich-kulturelle Einrichtung im ermländischen Frombork. Das 2016 gegründete Diözesanmuseum ist eines der jüngsten Diözesanmuseen in Polen.

## Geschichte
Die Sammlung wurde dem Museum von der Kathedrale Frombork und anderen kirchlichen Einrichtungen im Erzbistum Ermland geschenkt. 

## Bestände
Zu dem Museum gehört die Ausstattung der Kathedrale mit dem Grabmal von Nikolaus Kopernikus, des Glockenturms, des Bischofspalast sowie des Planetariums, die vom Nikolaus-Kopernikus-Museum Frombork verwaltet werden.